# Fuero Juzgo

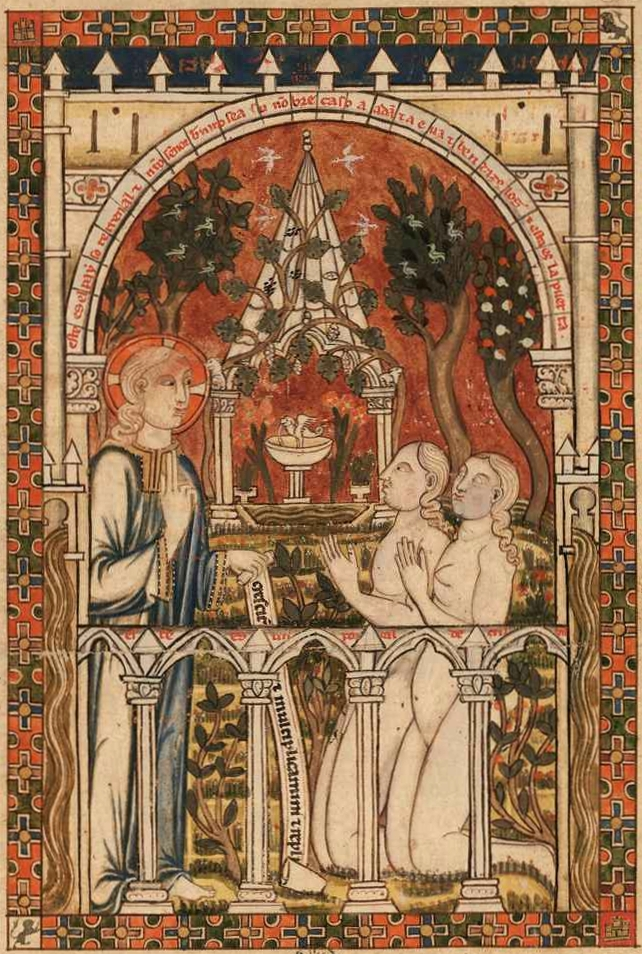
Miniature du Fuero Juzgo.

Le Fuero Juzgo est le corpus législatif élaboré en 1241 par le roi Ferdinand III de Castille, traduction du Liber Iudiciorum promulgué par le roi wisigoth Recceswinth en 654.
Le Fuero Juzgo s'applique en droit local, comme un for municipal, aux territoires du sud de la Péninsule Ibérique reconquis sur les musulmans.
En 1348, l'ordonnance d'Alcala d'Alphonse XI de Castille lui accorde un prééminence légale sur les Siete Partidas.
Le Fuero Juzgo est resté en vigueur jusqu'à la promulgation du code civil espagnol à la fin du XIXe siècle. Il est actuellement encore appliqué comme for supplétoire au Pays basque, en Navarre et en Aragon.